# Мая Нешкова
Мая Василева Нешкова е българска поп певица.

## Животопис
Мая Нешкова е родена на 1 май 1957 г. в София. Още като студент в Естрадния отдел при Българската държавна консерватория (БДК) Мая Нешкова участва във вокално трио „Обектив“ 1976 – 1977, с което осъществява редица концерти и записи. Завършва консерватория през 1978 г. в класа на Ирина Чмихова.
След завършването си се установява в Благоевград, където постъпва в новоучредения оркестър с ръководител композитора Кирил Икономов. В началото на 1980-те популярността на оркестър „Благоевград“ и неговата солистка постепенно надхвърля регионалните граници с песни като „Конче вихрогонче“ и „Слънчева обич“, в които Икономов използва близки до народната музика интонации. Като солист на оркестър „Благоевград“ Мая Нешкова работи в Западна Европа и осъществява концертни турнета в СССР и Югославия.
През 1986 г. БНТ излъчва филма „Слънчева обич“ от концерта на оркестър „Благоевград“ в Сандански.
През 1987 г. печели Голямата награда на международния фестивал в Улан Батор, Монголия.
Популярността на Мая Нешкова през 1980-те години дотолкова нараства, че тя става единствената певица на българската поп музика, която прави концертите си на стадиони.
През 1995 г. слиза от сцената, за да роди и отгледа своите близначки.
През 2001 г. на Международния фестивал „Еврофест“ в Скопие Мая Нешкова получава купата за цялостно творчество. 4 години по-късно тя се връща на сцената с нови проекти.
Омъжена е за Кирил Икономов, с когото имат две момичета-близначки – Йоана и Весела Икономови.
През 2015 г. Мая Нешкова взема активно участие в юбилейния концерт на Мустафа Чаушев „50 години с песните на Мустафа Чаушев“, който се провежда в град София. 
През май 2016 г. е удостоена от президента Росен Плевнелиев с орден „Св. св. Кирил и Методий“ – II степен по предложение на министъра на културата Вежди Рашидов за принос в развитието на културата и изкуството. 
На 29 септември 2017 година е обявена за почетен гражданин на Благоевград.

## Дискография

### Студийни албуми
- 1982 – „Естраден оркестър „Благоевград“. Солистка Мая Нешкова“[5]
(LP, Балкантон – ВТА 10896)
- 1986 – „Конче вихрогонче“[6]
(LP, Балкантон – ВТА 11824)
- 1988 – „Честит рожден ден“[7]
(LP, Балкантон – ВТА 12317)
- 1988 – „Честит рожден ден“[8]
(2 LP, Балкантон – ВТА 12295, ВТА 12296)
- 1994 – „Щастие с пари не се купува“[9][10]
(CD: Кончето, МН – 001-94; LP и MC: Балкантон, LP: ВТА 12805; MC: ВТМС 7672)
- 2005 – „За приятелите наши...“
(2 CD, 1 DVD, Кончето ‎– MN – 19002704)
- 2009 – „Обичам те“
(CD, Кончето – MN – 54275)
- 2017 – „Само с любов“
(CD, Кончето – MN – 57501)

### Компилации
- 2001 – „The best“
(CD, СМР)
- 2014 – „Честит рожден ден“
(CD, Кончето ‎– MN – 56707)

### Други песни
- 1978 – „Не бързайте, водачи“ – м. и т. Д. Янев и К. Икономов, съпр орк. „Благоевград“, дир. К. Икономов – от малка плоча с Ани Павлова (Балкантон – ВТК 3454)
- 1980 – „С твоето име“ – м. И. Марин, т. Ал. Никулин, съпр. орк. „Благоевград“, дир. К. Икономов – от малка плоча с Димитър Коларов (Балкантон – ВТК 3582)
- 1982 – „Корабът, море и песента“ – м. М. Щерев, т. Ст. Банков, ар. К. Драгнев – от плочата „90 години български морски флот“ (Балкантон – ВТА 10962)
- 1985 – „Слънчева любов“ – от плочата „Българска телевизия. Мелодия '85“ (Балкантон – ВТА 11723)
- 1986 – „Един живот“ – м. и ар. К. Икономов, Г. Бакалов – от плочата „Българска телевизия. Мелодия '86“ (Балкантон – ВТА 12075)
- 1986 – „Конче-вихрогонче“ – м. К. Икономов, т. народен, съпр. орк. „Благоевград“, дир. К. Икономов – от плочата „Изберете '86“ (Балкантон – ВТА 12108)
- 1987 – „Сбогуване“ – м. и ар. К. Икономов, т. Й. Самарджиев – от плочата „Българска телевизия. Мелодия '87“ (Балкантон – ВТА 12245)
- 1986 – „Бяла Белица“ – м. и ар. К. Икономов, т. Г. Савеклиев, съпр. орк. „Благоевград“, дир. К. Икономов – от малка плоча с Кирил Икономов (Балкантон – ВТК 3889)
- 1986 – „Бяла Белица“ – м. и ар. К. Икономов, т. Г. Савеклиев, съпр. орк. „Благоевград“, дир. К. Икономов – от малка плоча с Кирил Икономов (Балкантон – ВТК 3889)
- 2008 – „Живей за мен“, дует с Мустафа Чаушев
- 2008 – „Празник на песните“, с Мустафа Чаушев, Рени Зарева, Богдан Томов, Ажда Чаушева и др. – от албума на Мустафа Чаушев „The Best Богатство“

## Външни прератки
- Биография и дискография на Мая Нешкова в БГестрада
- Дискография в Discogs.com
- Мая Нешкова: Сега е моментът да се завърна на сцената, БГестрада, интервю за в. „Марица“, 10 януари 2004 г.